# United Jersey Bank Classic 1985
United Jersey Bank Classic 1985 — жіночий тенісний турнір, що проходив на відкритих кортах з твердим покриттям Ramapo College у Маві (США). Належав до турнірів 3-ї категорії в рамках Світової чемпіонської серії Вірджинії Слімс 1985. Турнір відбувся увосьме і тривав з 12 до 18 серпня 1985 року. Фінал відвідало 4083 глядачі. Шоста сіяна Кеті Ріналді виграла титул і отримала 26 тис. доларів.

## Фінальна частина

### Одиночний розряд
Кеті Ріналді —  Штеффі Граф 6–4, 3–6, 6–4

### Парний розряд
Кеті Джордан /  Елізабет Смайлі —  Клаудія Коде-Кільш /  Гелена Сукова 7–6, 6–3